# Epigrafico (matematica)

Una funzione è convessa la regione sopra al suo grafico (in verde) è un insieme convesso. Questa regione è l'epigrafico della funzione.

In analisi matematica, l'epigrafico di una funzione
{\displaystyle f:A\to \mathbb {R} }
definita su un insieme {\displaystyle A} è l'insieme di punti che stanno al di sopra o sul grafico della funzione:
{\displaystyle {\mbox{epi}}f=\{(x,\mu )\,:\,x\in A,\,\mu \in \mathbb {R} ,\mu \geq \ f(x)\}\subseteq A\times \mathbb {R} }
Se {\displaystyle A} è un sottoinsieme di {\displaystyle \mathbb {R} ^{n}}, l'epigrafico è un sottoinsieme di {\displaystyle \mathbb {R} ^{n+1}}.

## Proprietà

### Convessità
Nell'ipotesi: 
{\displaystyle A=\mathbb {R} ^{n}}
Una funzione è convessa se e solo se il suo epigrafico è un insieme convesso.
Un insieme A è detto convesso se i segmenti che hanno estremi in A sono tutti suoi sottoinsiemi

### Funzioni lineari
L'epigrafico di una funzione affine reale 
{\displaystyle g:\mathbb {R} ^{n}\to \mathbb {R} }
è un semispazio di {\displaystyle \mathbb {R} ^{n+1}}.

### Semicontinuità
Una funzione è inferiormente semicontinua se e solo se il suo epigrafico è chiuso.